# Torneo de Bastad 2018
El SkiStar Swedish Open 2018 fue un torneo de tenis perteneciente al ATP Tour 2018 en la categoría ATP World Tour 250. El torneo tuvo lugar en la ciudad de Bastad (Suecia) desde el 16 hasta el 22 de julio de 2018 sobre tierra batida.

## Distribución de puntos
| Modalidad            | Campeón | Finalista | Semifinales | Cuartos de final | 2ª ronda | 1ª ronda | Clasificados | 2ª ronda de clasificación | 1ª ronda de clasificación |
| Individual masculino | 250     | 165       | 100         | 50               | 25       | 0        | 13           | 7                         | 0                         |
| Dobles masculino     | 250     | 150       | 90          | 45               | 20       | 0        | -            | -                         | -                         |

## Cabezas de serie

### Individuales masculino
| Tenista           | Ranking | Preclasificados |
| Diego Schwartzman | 11      | 1               |
| Pablo Carreño     | 12      | 2               |
| Fabio Fognini     | 16      | 3               |
| Richard Gasquet   | 31      | 4               |
| Fernando Verdasco | 34      | 5               |
| Leonardo Mayer    | 36      | 6               |
| David Ferrer      | 37      | 7               |
| John Millman      | 56      | 8               |

- Ranking del 2 de julio de 2018.[2]

### Dobles masculino
| Tenista                            | Ranking | Preclasificados |
| Max Mirnyi Philipp Oswald          | 73      | 1               |
| Julio Peralta Horacio Zeballos     | 78      | 2               |
| Marcus Daniell Wesley Koolhof      | 88      | 3               |
| David Marrero Aisam-ul-Haq Qureshi | 90      | 4               |

## Campeones

### Individual masculino
Fabio Fognini venció a  Richard Gasquet por 6-3, 3-6, 6-1

### Dobles masculino
Julio Peralta /  Horacio Zeballos vencieron a  Simone Bolelli /  Fabio Fognini por 6-3, 6-4